# Pont de Bayonne

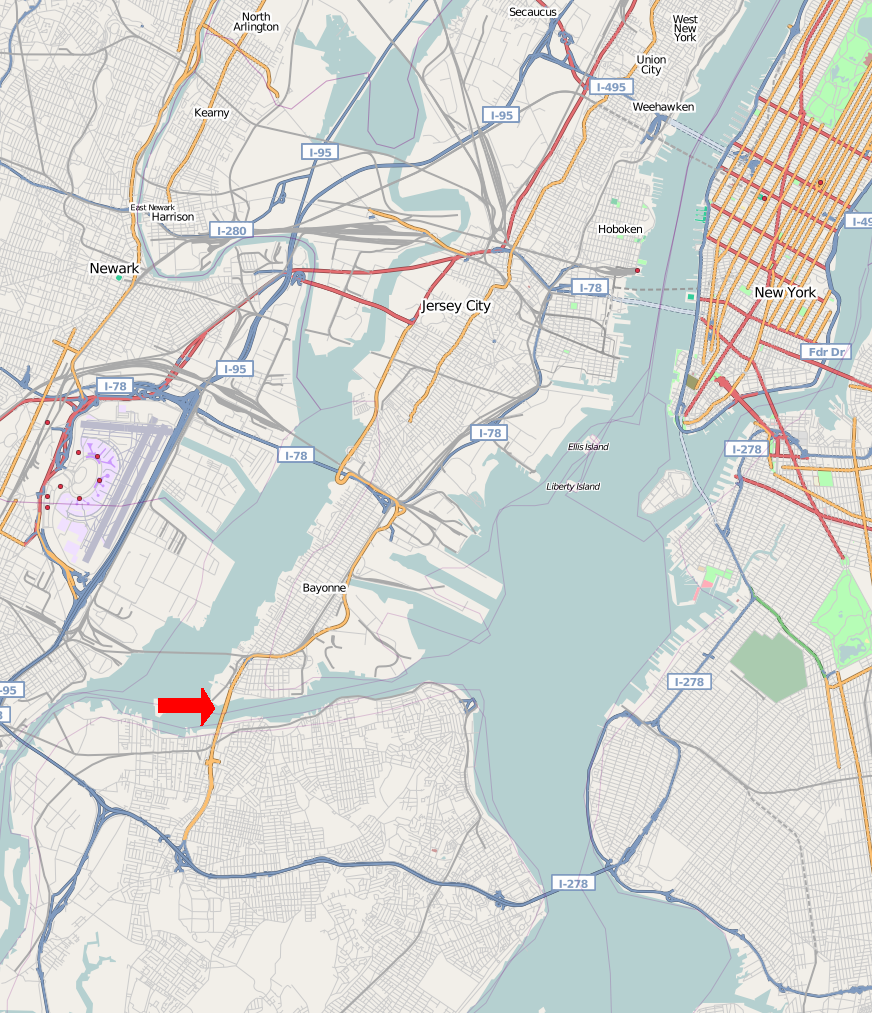
Localisation de Bayonne Bridge dans son environnement

Le pont de Bayonne (en anglais : Bayonne Bridge) est le cinquième plus grand pont en arc au monde, et il fut le plus grand au moment de sa mise en service. Il franchit le Kill Van Kull, un détroit de 400 mètres de largeur moyenne réunissant l'Upper New York Bay à la baie de Newark. Le pont permet de relier la péninsule de Bergen Neck où se trouve la ville de Bayonne dans le New Jersey, à Staten Island, un des cinq arrondissements de New York.
Cet ouvrage a été conçu par le maître-bâtisseur de ponts Othmar Ammann et l'architecte Cass Gilbert. Il a été construit par l'Autorité portuaire de New York et a été mis en service le 15 novembre 1931, après des cérémonies de commémoration organisées la veille L'objectif principal du pont était de permettre aux véhicules en provenance de Staten Island de rejoindre Manhattan via le Holland tunnel.

## Records
Le pont de Bayonne a été le plus grand pont en arc en acier au monde pendant 46 ans. Lors de sa mise en service en 1931, sa portée de 511 mètres était de 70 pour cent plus grande que celle du Hell Gate bridge (achevé en 1917, avec une portée de 238 m). Ce n'est qu'en 1977 que le pont de Bayonne a été dépassé par les 518 mètres de portée de l’arc du New River Gorge Bridge à Fayetteville en Virginie-Occidentale.

## Description
Le pont de Bayonne supporte deux voies de circulation dans chaque sens. L’ingénieur Othmar Ammann, constructeur de ponts et architecte en chef de l'administration portuaire, a conçu cet ouvrage pour qu’il puisse recevoir ultérieurement l'ajout de deux ou trois voies ou plus, sans apporter aucune modification à la structure primaire. Lorsque les plans sont faits dans les années 1920, les planificateurs pensent que les quatre voies de véhicules ne seraient pas en mesure d'accueillir les volumes croissants de trafic 25 ans après l'ouverture du pont. Bien que les concepts d'un pont cantilever et d’un pont suspendu aient également été évalués pour le franchissement, un pont en arc a finalement été choisi, principalement en raison d'une condition supplémentaire visant à permettre l’accueil à l'avenir de deux voies de métro léger de transport rapide.
La conception finale du pont a abouti à un arc gracieux culminant à 69 mètres au-dessus du Kill Van Kull et comprenant un tablier routier de 511 m de longueur sans piles intermédiaires. La longueur totale du pont est de 2,633 mètres avec une hauteur libre de 46 mètres. L'arc ressemble à une parabole, mais est constitué de quarante segments linéaires.
Le pont de Bayonne représenta un bond considérable dans la course au gigantisme des ponts en arc. Les progrès dans la théorie des ponts en arc, mais aussi dans les méthodes de calculs des contraintes, ont permis la construction de telles grandes structures. Cette connaissance de la théorie dans la conception des structures de cette taille a été améliorée et confirmée par des mesures de contraintes in situ grâce à des extensomètres posés sur la structure réelle et différents test de compression sur des matériaux divers.
La conception de l'arc en acier est similaire à celle du Hell Gate Bridge conçue par Gustav Lindenthal, le mentor de Ammann. Gilbert avait conçu un revêtement ornemental en granite sur la structure d'acier dans le cadre de sa proposition initiale, mais comme dans le cas du pont George-Washington, le revêtement de pierre a été éliminé afin de réduire le coût de l’ouvrage, laissant les poutres d'acier exposées. Ce fut le premier pont à utiliser un acier à base de manganèse pour les arcs principaux et des rivets.

## Construction

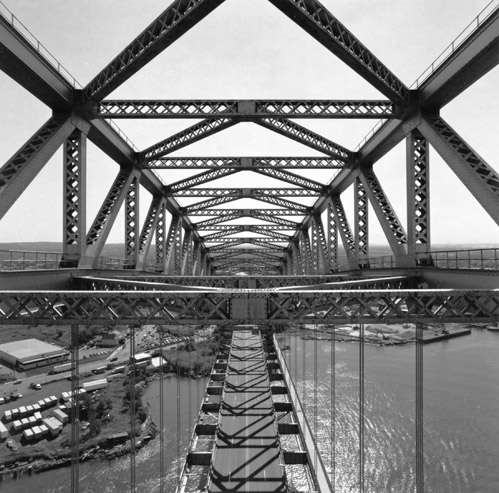
Vue cadre inférieur (photo: Dave Frieder)

La construction du pont a débuté en 1928, et a coûté finalement 13 millions de dollars. Quand il a été mis en service le 15 novembre 1931, il était le plus long pont en arc d'acier du monde Il fut délibérément construit un mètre plus long que le Harbour Bridge, le pont du port de Sydney, qui fut mis en service l’année suivante.
La mise en service du pont de Bayonne a finalement conduit à l'interruption des services de ferry de la Bergen Point.

## Usage et péage
L’ouvrage comprend deux voies de circulation dans chaque direction et pourrait accueillir deux voies de circulation ou deux voies ferroviaires légères. Une passerelle piétonne, encorbellement du côté ouest de la chaussée, fournit actuellement le seul accès à pied à Staten Island. L'autorité portuaire autorise aussi la circulation à vélo, bien que le trottoir se termine brutalement par des marches d’escaliers du côté du New Jersey. Par souci de sécurité, les cyclistes sont tenus de traverser le pont à pied en tenant leur bicyclette.
En 2007, le trafic moyen journalier était de 21 829 véhicules.

## Problème de hauteur libre pour les grands navires

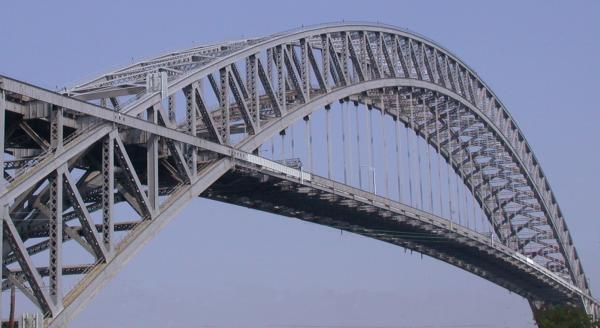
Bayonne Bridge, vu de Port Richmond, Staten Island

L’ouvrage ne permet pas le passage des grands porte-conteneurs se dirigeant vers la baie de Newark. La hauteur libre comprise entre 151 et 156 pieds au-dessus du Kill Van Kull selon la marée ne permet en effet pas le passage direct de certains navires actuels, qui peuvent atteindre une hauteur de 175 pieds au-dessus de la ligne de flottaison. Ceux-ci doivent rabattre les mâts d'antenne, et se ballaster ou attendre la marée basse pour traverser. Le problème sera encore plus grave après l’élargissement du Canal de Panama quand une nouvelle génération de navires géants pouvant transporter le double de la charge des navires actuels devrait se banaliser,. 
L’autorité portuaire de New York et du New Jersey envisage de modifier l’ouvrage et a commandé à cet effet une étude à l'Army Corps of Engineers. Celle-ci devait être achevée à l'été 2009. Elle a programmé un montant de 10 millions de dollars d’études d'ingénierie pour élaborer des options pour résoudre cette problématique de hauteur libre du pont. 
Cette étude présente trois options pour résoudre le problème. La solution la plus rapide est un projet de 1,3 milliard de dollars à surélever le pont 40 pour cent au-dessus des 150 pieds, ce qui pourrait être réalisé d'ici 2019 au plus tôt. Une hauteur libre de 215 pieds sera nécessaire pour laisser passer les nouveaux navires. Une autre solution consiste à construire un nouveau pont qui ne pourrait pas être mis en service avant 2022. L'option la plus coûteuse serait d’abandonner le pont et de le remplacer par un tunnel sous le Kill Van Kull. Cette solution pourrait être terminée en 2024. Les conseillers de New York et du New Jersey insistent auprès de l'autorité portuaire pour agir rapidement,.

## Apparition dans la culture populaire
- Le pont est mis en exergue en 2001 dans le film Un homme d'exception.
- Le pont apparaît dans la série télévisée américaine Oz de la chaine de télévision à péage Home Box Office.
- Le pont apparaît en fond de décor de quelques épisodes des séries télévisées d'animation Nickelodeon The Adventures of Pete & Pete.
- Le pont est mis en exergue en 2005 dans le film de science-fiction La Guerre des mondes avec comme vedette Tom Cruise, apparaissant plusieurs fois en fond de scènes se déroulant à Bayonne. La résidence du personnage principal était située près du pont, qui est détruit dans une attaque d’aliens.